# アストンマーティン・ヴァンテージ

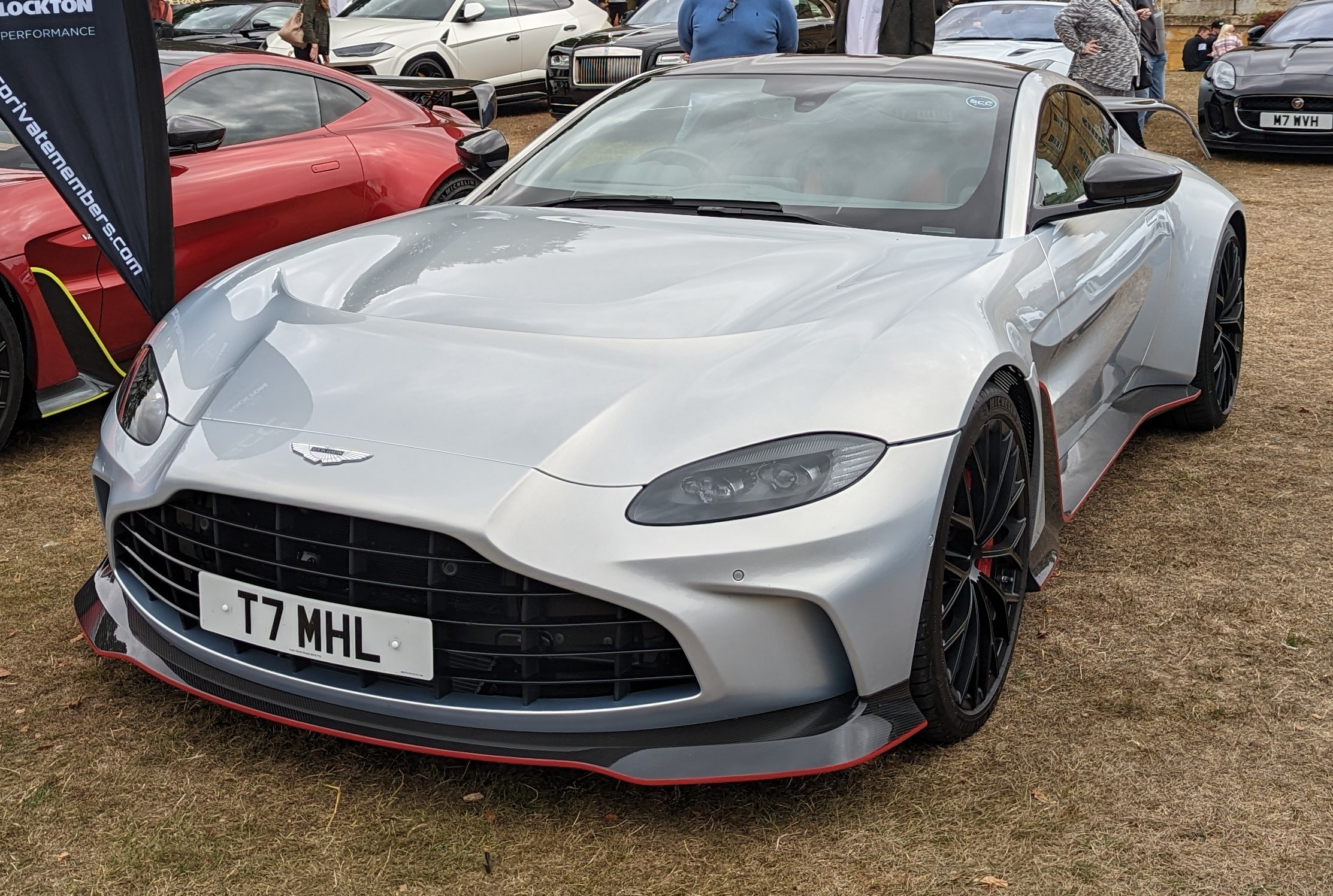
V12 ヴァンテージ（2022年）

アストンマーティン・ヴァンテージは、イギリスの自動車メーカー、アストンマーティンが製造しているスポーツカー。以前はメインモデルの高性能バージョン名だった。

## 初代（1977年-1989年）

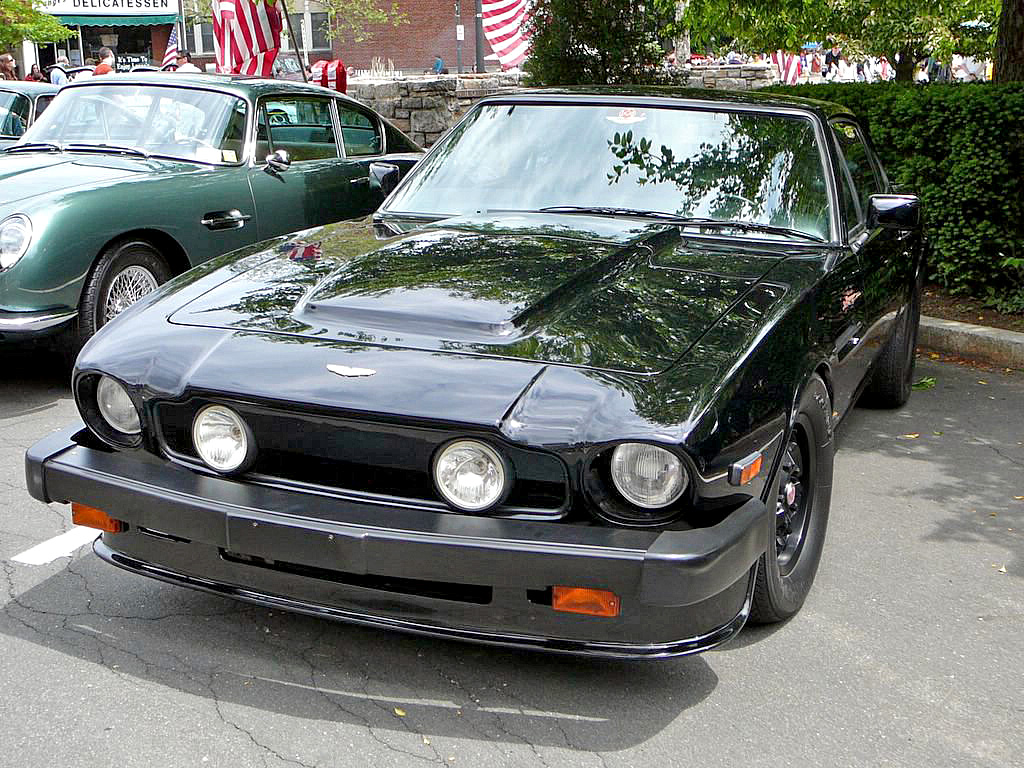
V8 ヴァンテージ（1982年）

1977年からメインモデルであったアストンマーティン・V8の高性能モデル、V8ヴァンテージが生産された。このV8ヴァンテージは、0～60mph（約96km/h）加速でフェラーリ・デイトナを凌駕し、170mph（約274km/h）に達する最高速で、「英国初のスーパーカー」と称賛された。

## 2代目（1993年-2000年）
メインモデルであったヴィラージュのハイパフォーマンスモデルとして1992年のバーミンガムショーで発表され、翌年の1993年に発売された。
ヴィラージュのボディをベースに、イートン・コーポレーション製のスーパーチャージャーを2基装着し、アメリカのキャラウェイがチューニングした最高出力558PS/6,500rpm、最大トルク76.0kgm/4,000rpmを発揮する5.3LV型8気筒DOHCエンジンが搭載されている。
トランスミッションにはシボレー・コルベットZR-1に採用された6速MTが用いられ、後輪駆動となっている。
サスペンションは、フロントがダブルウィッシュボーン、リアがド・ディオンアクスル。
フェンダーが大きく拡大され285/45ZR18という太いタイヤが組み合わせられた。
0-60mph加速は4.6秒、最高速度は300km/hと、車重を感じさせないパフォーマンスを発揮する。

## 3代目（2005年-2018年）
メインモデルの高性能版であった先代までとは異なり、3代目はアストンマーティンにおけるローエンドモデルを担う「ベイビー・アストン」と位置づけられた。ボディタイプはクーペとロードスターの2種類を用意する。
エンジンはジャガー・XKと同じV型8気筒（AJ-V8）を採用しているが、XKとの共通部分はシリンダーブロックの外側の形状のみで、ボアアップで排気量を4Lから4.3Lに拡大し、ドライサンプ化によって全高を切り詰め低重心化を図るなど、ケルンの専用工場でさまざまな手が加えられている。出力は380hp（385PS）/410Nmである。
同社のV型12気筒モデル、アストンマーティン・DB9と同じ総アルミ応力担体VHプラットフォームを使う。V型8気筒エンジンは、V12が収まっていたエンジンコンパートメントの前車軸の後ろに押し込まれ、前後の重量配分の改善が図られている。
レース専用車としてN24という車両がアストンマーティン・レーシングより発売されている。
2007年には限定車「N400」を発表。排気量は変わらないが、吸気のチューニングによりエンジンパワーが400hpに向上した。
また2009年モデルとして4.7Lの新型エンジンを発表、420hp（426PS）/470Nm（346lb.ft）にパワーアップした。

## 4代目（2018年-）

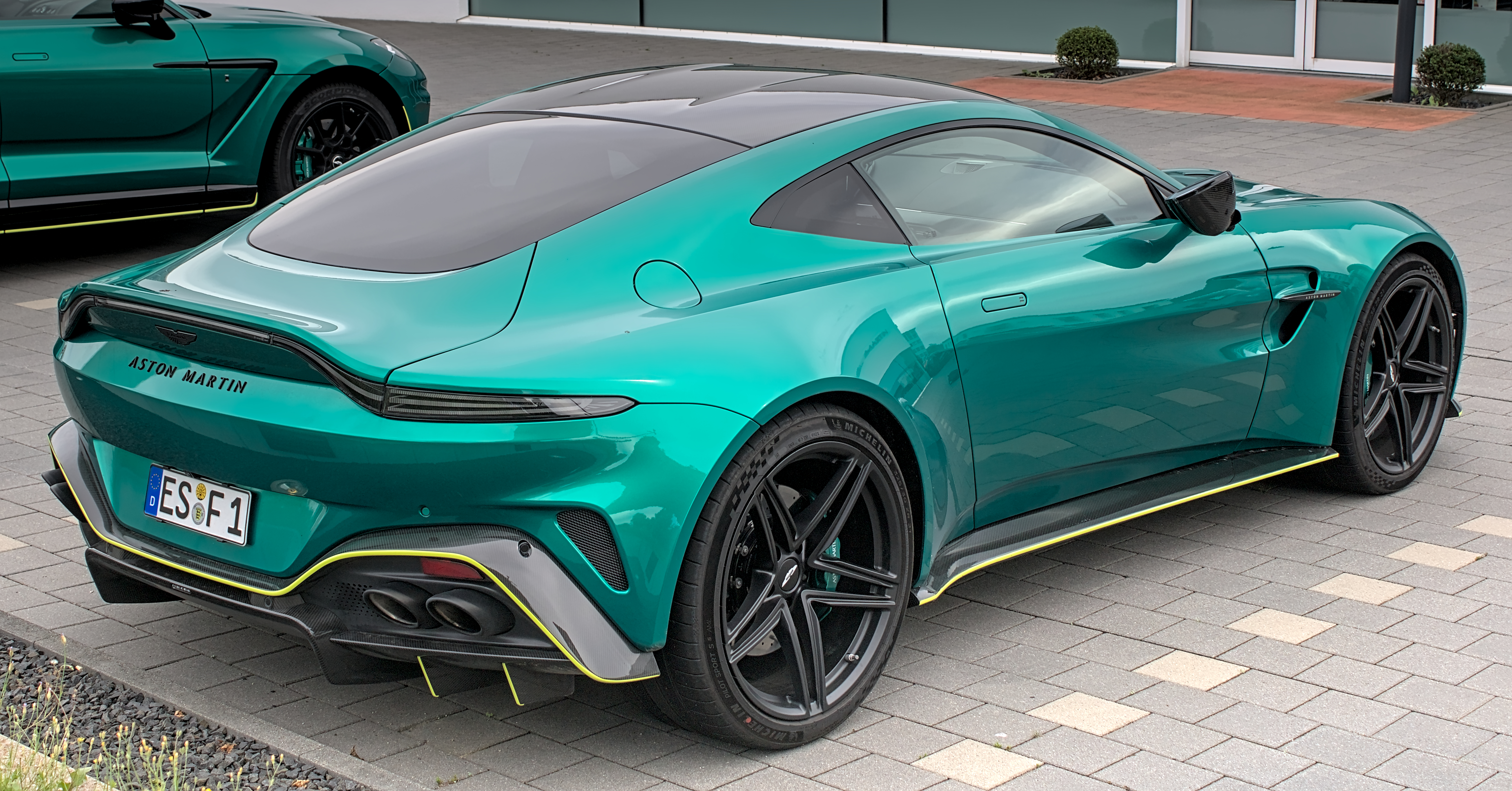
2024年改良型 リア

2017年11月21日、およそ12年ぶりのモデルチェンジとなる4世代目ヴァンテージが日本を含む世界6か国で同時に発表された。エンジンは従来の自然吸気4.7L V8に代わり、メルセデスAMG由来の4L V型8気筒ツインターボを搭載する。最高出力は510PS。最大トルクは685Nm。0-100km/h加速は3.6秒、最高速度は314km/hに達する。
2022年3月16日、V12ヴァンテージを世界限定333台で欧州で発表した。エンジンは5.2L V型12気筒ツインターボ。アストンマーティンにとってV12ヴァンテージ新型が最後のV12内燃機関車となる。最大出力700PS/6,500rpm、最大トルク76.8kgm/1,800～6,000rpmを発生する。0～96km/hを3.4秒、最高速は320km/hに到達する。軽量化のために、フロントバンパー、ボンネット、フロントフェンダー、サイドシルにカーボンファイバー、リアバンパーとデッキリッドにはコンポジットを使用。ZF製8速ATと機械式LSDを介して後輪駆動となる。
2024年2月13日、マイナーチェンジが施されたヴァンテージが国内初披露された。4.0 L V型8気筒ツインターボエンジンは、カムプロファイルの変更、圧縮比の最適化、タービンの大径化などにより、従来に比べ155PS/115Nm向上した最高出力665PS、最大トルク800N・mを発生する。結果、0-100km/h加速3.5秒、最高速325km/hというパフォーマンスを実現している。改良型ヴァンテージの国内価格は2690万円。

## モータースポーツ

### GTE
2008年、ヴァンテージ GT2（のちにGTEに変更）がデビュー。
2018年、新型ヴァンテージ GTEが登場
ヴァンテージ GTEは、FIA 世界耐久選手権（WEC）、ル・マン24時間レースに出場するために作られた、LM-GTEのレーシングカー。GTEは、6速エクストラック製シーケンシャルギアボックスとロードカーと同様にメルセデスAMG V8エンジンを使用。パワーを上げるためにエンジンに追加の変更が加えられる。車はGT3仕様に変更が可能。
アストンマーティン・レーシングによって、WEC、ル・マン24時間レースに参戦した。

### DTM
HWA AGは、アストンマーティンおよびR-モータースポーツと提携して、2019年ドイツツーリングカー選手権にヴァンテージ DTMを発表した。ヴァンテージはフォーミュラEに集中するために撤退した、メルセデス・ベンツに代わりエントリーした。いわゆるクラス1規定に沿い製作されたマシンで、全5台が製造された。だが2019年1シーズン限りで撤退した。
撤退後のマシンはコレクターなどに売却されているが、そのうちの1台は2023年にフェルナンド・アロンソが入手し、助手席を取り付けるなどの改造を受けファンイベント等で使用されている。

### GT3
ヴァンテージ GT3は、エンジン出力は542PS、トルクは700N⋅m。クイックシフトのエクストラック6速シーケンシャルギアボックス、アルコン製モータースポーツマルチプレートクラッチ、オーリンズ4方向調整可能ダンパー、アルコン製ブレーキ、ボッシュアンチロックブレーキシステムを備える。乾燥重量は1,245kg。
2024年2月12日、アップデートが施された、エボ（Evo）仕様のヴァンテージGT3を正式発表した。新しい空力パッケージと改良されたサスペンションを備えている。この車両は、アストンマーティン・レーシング（AMR）と、ヴァルキリーLMHプログラムにも取り組んでいるシルバーストンに本拠を置くアストンマーティン・パフォーマンス・テクノロジーズ（AMPT）部門との共同作業の一環として開発された。ノーズ部分はカーボンファイバーで作られた一体型のクラムシェルで、最新世代のGT3マシンでは一般的になってきているクイックリリース設計を備え、前後のカウル類をアッセンブリー交換可能な構造になっている。基本価格は57万5000ポンド（約1億836万円）。

### GT4
ヴァンテージ GT4は、モータースポーツのエントリーレベルのドライバーを対象としている。ヴァンテージGT4は、2019年ニュルブルクリンク24時間レースでデビューした。

### セーフティカー
またレース用車両ではないが、2021年よりF1で使用されるセーフティカーとしてヴァンテージのカスタム仕様車が供給されている。

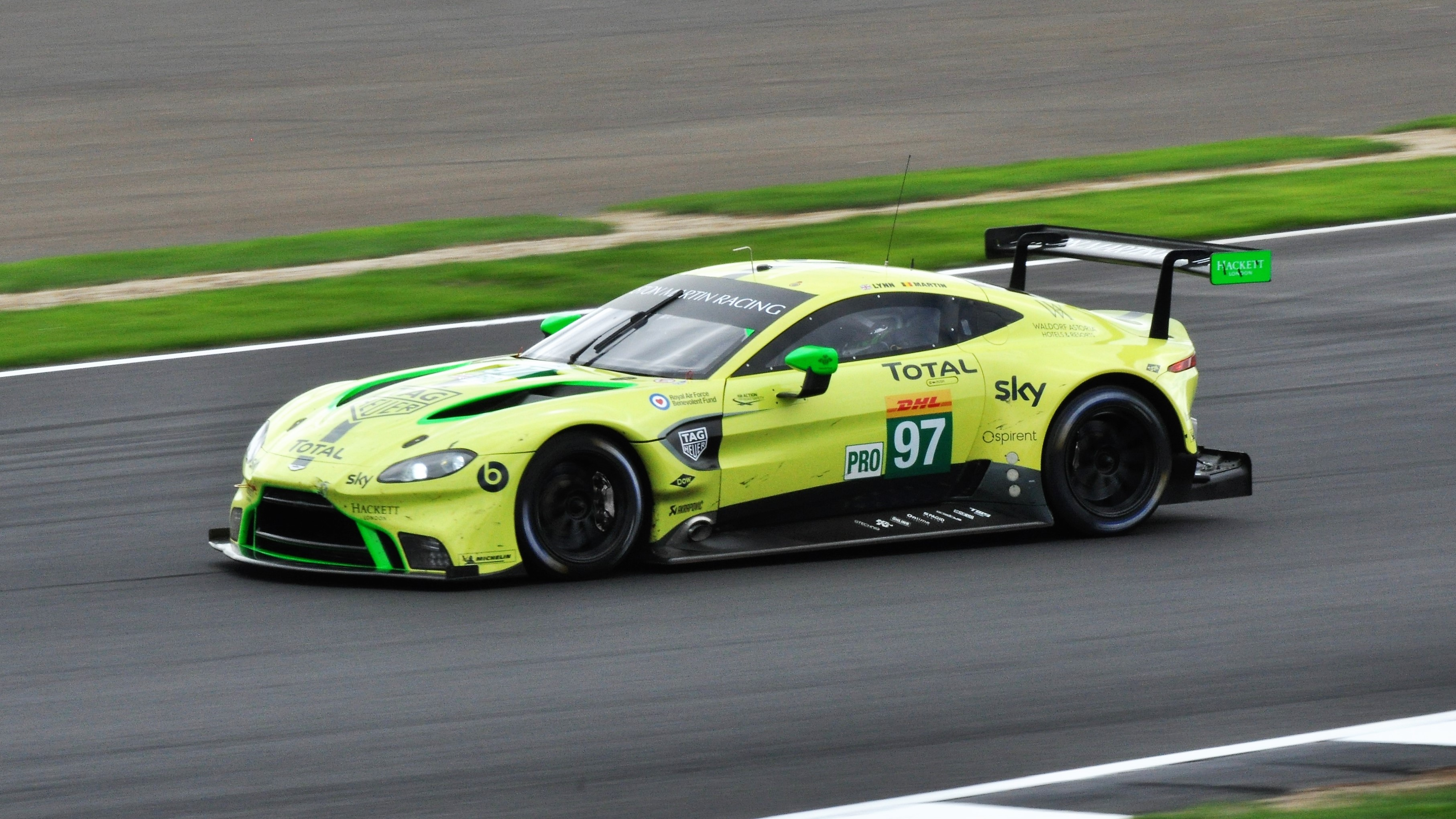
GTE（2018年）
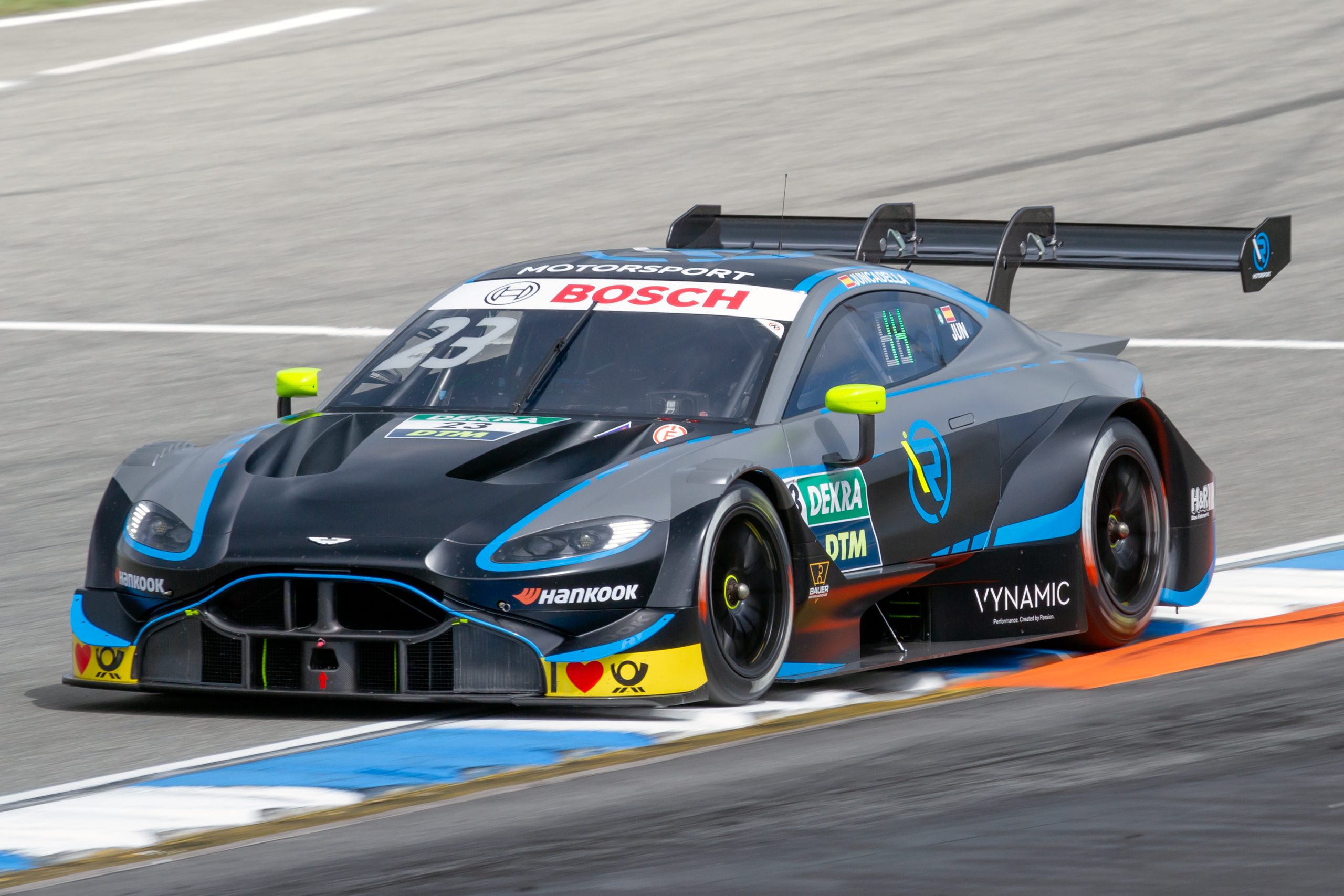
DTM（2019年）
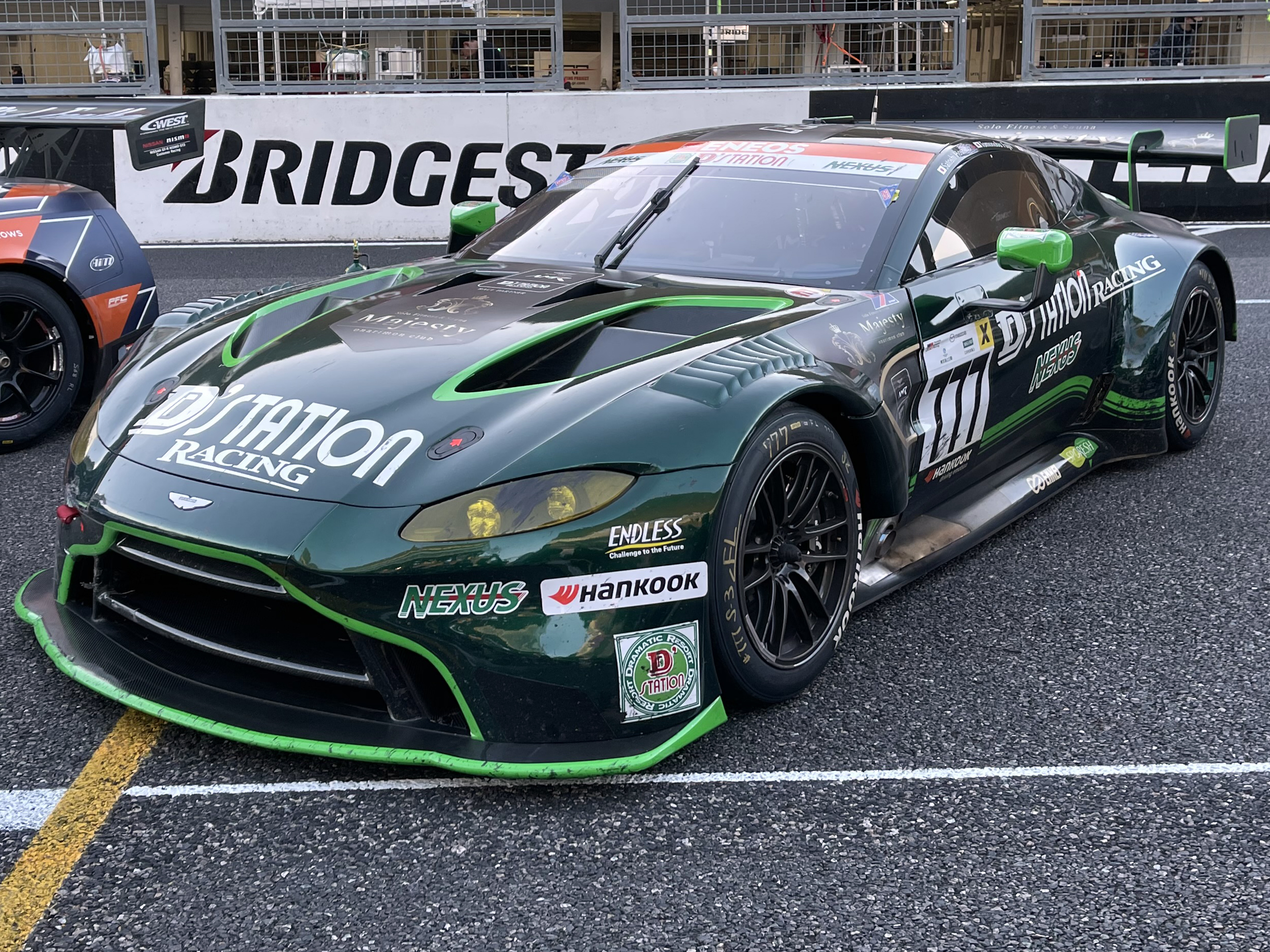
GT3（2022年）
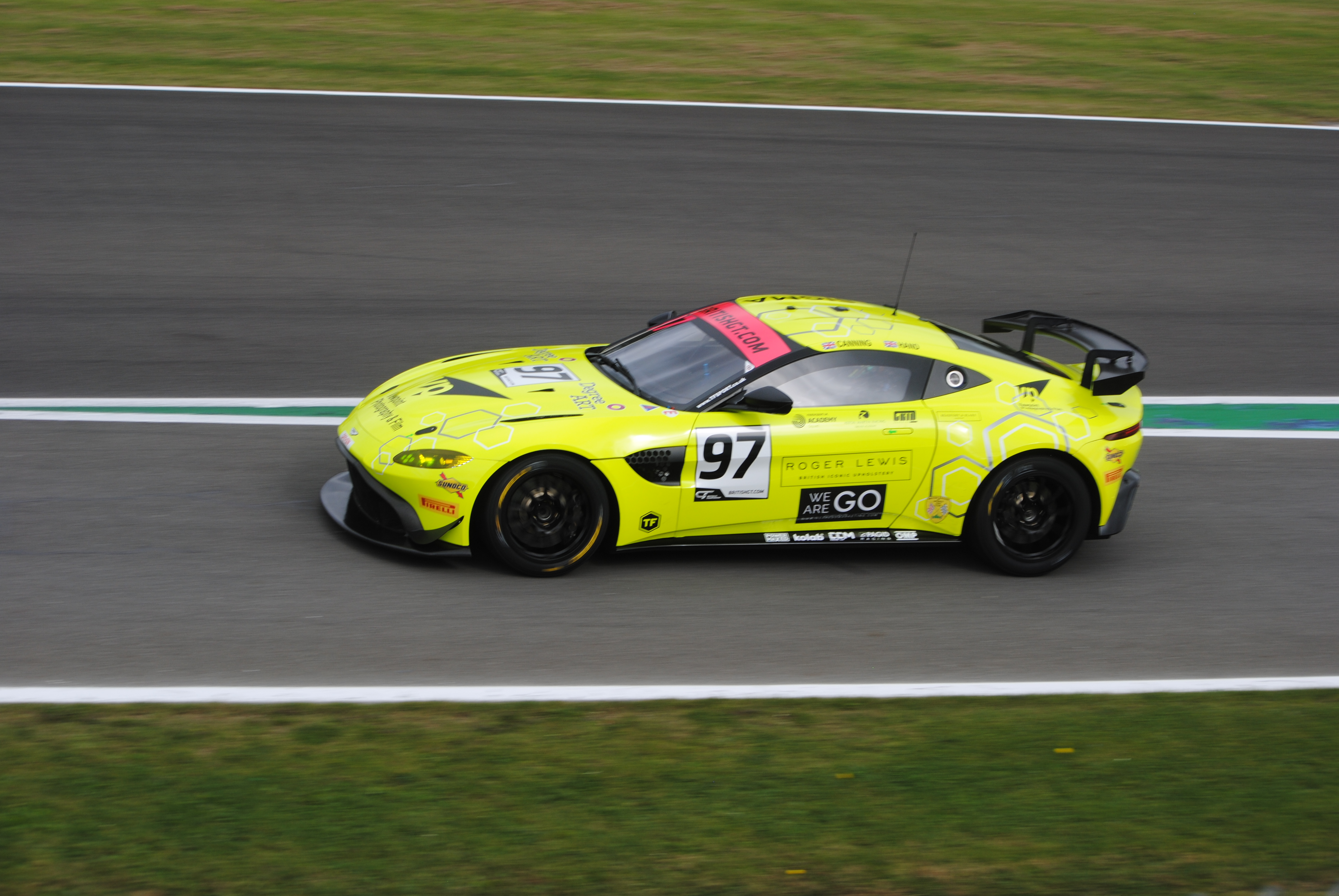
GT4（2019年）